# Пістолетне руків'я

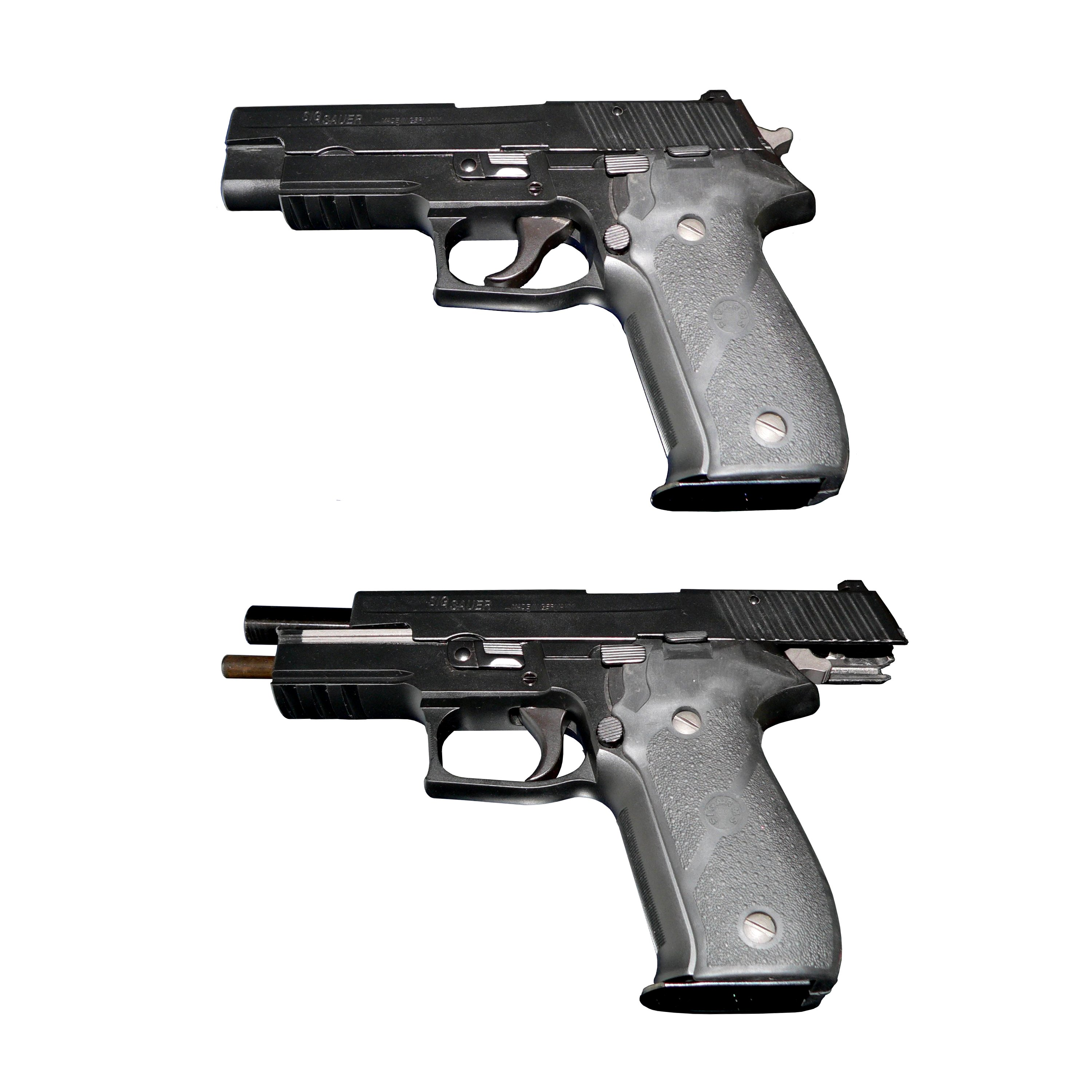
Пістолетна рукоятка SIG Sauer Pro

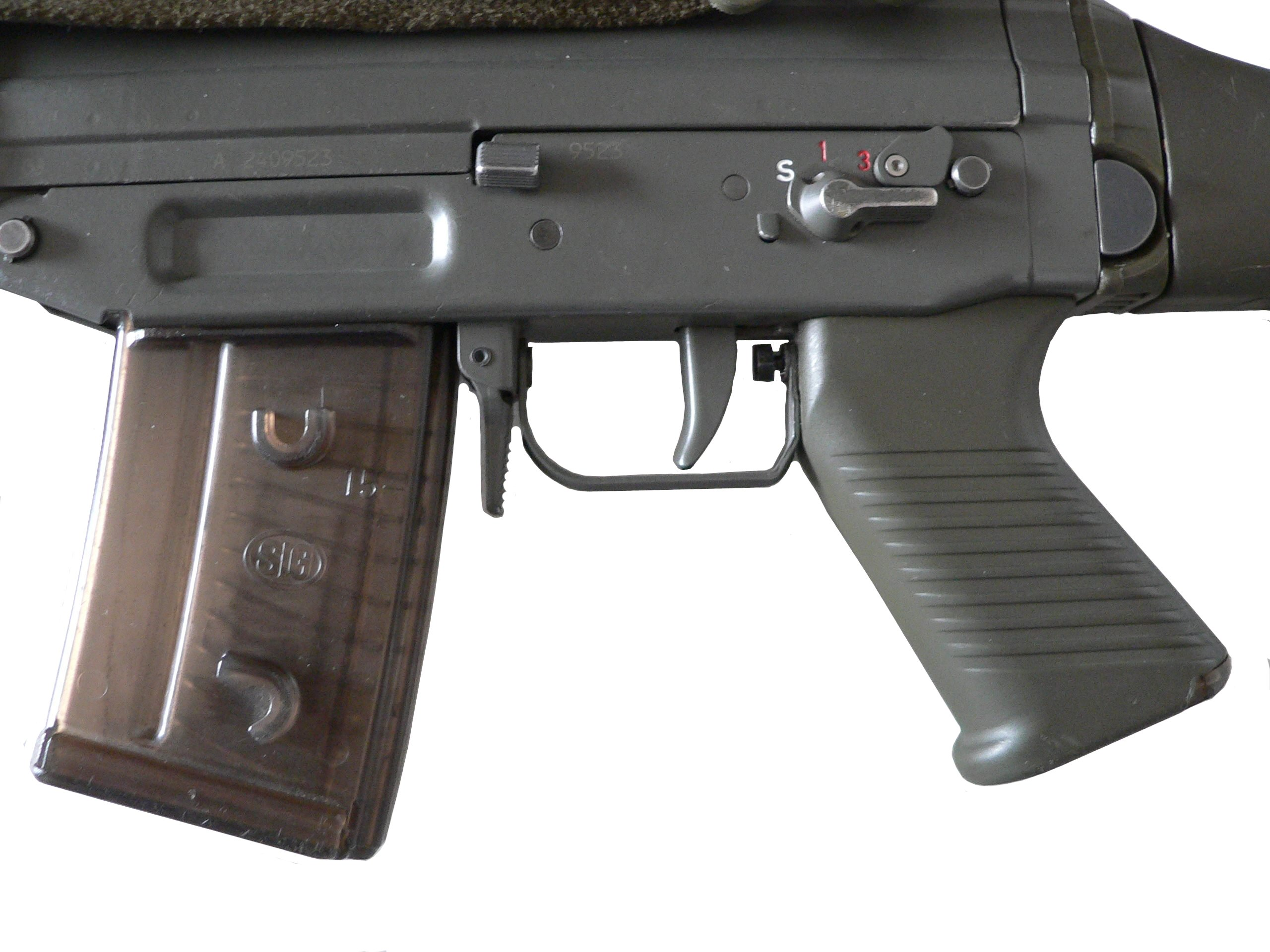
Пістолетна рукоятка SIG SG 550

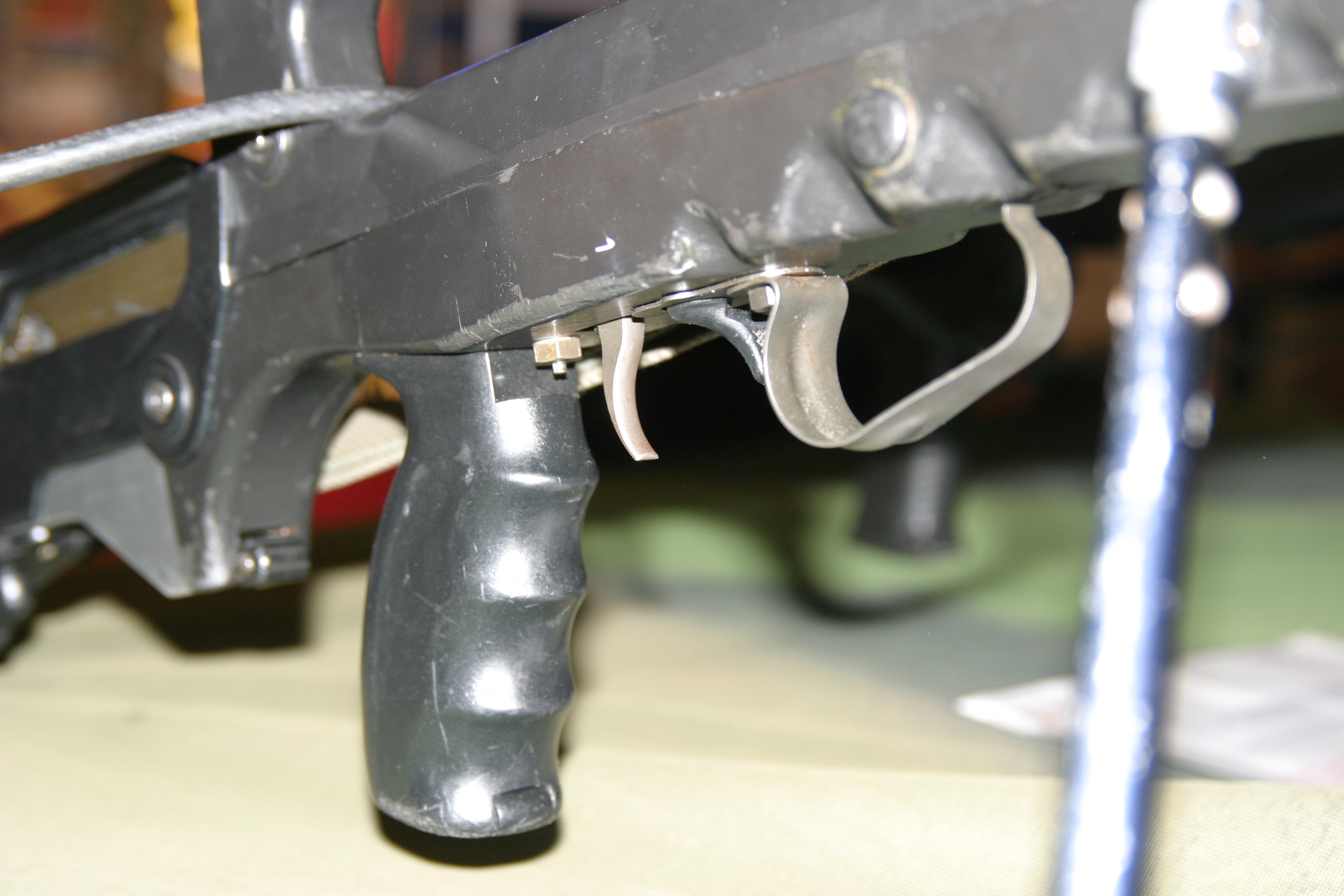
Пістолетна рукоятка французького автомата FAMAS

Пістолетне руків'я — частина ложі або окрема деталь стрілецької зброї, яка слугує для утримання стрільцем зброї під час стрільби. Звичайно пістолетне руків'я виготовляється з дерева, пластику, композитних матеріалів або металу.
Наприклад, пістолетне руків'я автомата АК-74 виготовлена з бакеліту та складається з обойми у верхній частині для запобігання розколюванню руків'я від ударів, гнізда для приміщення підстави пістолетного руків'я, лаза для розміщення спускової скоби і гнізда для шайби гвинта в нижній частині, що кріпить крізний гвинт в каналі руків'я.